# حارة مركز الأبحاث (الكود)

تعديل مصدري - تعديل

 مركز الأبحاث هي إحدى حارات حي ناجي بمدينة الكود التابعة لمحافظة أبين، بلغ تعداد سكانها 391 نسمة حسب تعداد اليمن لعام 2004.